# Dryopteris conjugata
Dryopteris conjugata är en träjonväxtart som beskrevs av Ren-Chang Ching. Dryopteris conjugata ingår i släktet Dryopteris och familjen Dryopteridaceae. Inga underarter finns listade.